# Big for Your Boots
Big for Your Boots è un brano musicale del rapper britannico Stormzy, quinta traccia del primo album in studio Gang Signs & Prayer, pubblicato il 24 febbraio 2017.

## Video musicale
Il video musicale, presentato il 2 febbraio 2017, è stato diretto da Daps in un periodo compreso di 18 ore e rappresenta un tributo a più livelli agli angoli complessi e contraddittori di Londra, città del rapper.

## Classifiche

### Classifiche settimanali
| Classifica (2017) | Posizione massima |
| ----------------- | ----------------- |
| Irlanda           | 20                |
| Regno Unito       | 6                 |

### Classifiche di fine anno
| Classifica (2017) | Posizione |
| ----------------- | --------- |
| Regno Unito       | 44        |